# Erfurt
Erfurt is de hoofdstad en grootste stad van de Duitse deelstaat Thüringen en telt 213.692 inwoners (31 december 2020). Bestuurlijk heeft het de status van kreisfreie Stadt. Het Joods-middeleeuws erfgoed van Erfurt staat sinds 2023 op de Unesco-Werelderfgoedlijst. 

## Geschiedenis
Erfurt werd in 742 voor het eerst genoemd, toen Bonifatius er een bisdom stichtte. Het oude centrum heeft relatief weinig oorlogsschade geleden. Ten tijde van de communistische DDR (1949-1990) was Erfurt de hoofdstad van het Bezirk Erfurt.
Belangrijke bezienswaardigheden zijn de romaans-gotische dom, waarvan de bouw duurde van de 12de tot de 15e eeuw, de Krämerbrücke, de Petersbergcitadel en het marktplein. Het stadhuis is in neo-gotische stijl opgetrokken.
In 1184 zou in de stad de Erfurter Latrinensturtz plaatsvinden. Deze vond plaats toen de hoven van keizer Hendrik VI, Lodewijk III van Thüringen en Koenraad III van Wittelsbach bijeen waren voor vredesbesprekingen. Lodewijk en Koenraad bestuurden Thüringen en Mainz, twee aangrenzende gebieden die beiden ook onder het gezag van de keizer vielen. Koenraad had een vestiging gebouwd op de rand van zijn gebied, wat door Lodewijk als bedreiging werd beschouwd. De bijeenkomst werd in de  lokale kerk gehouden. De drie gezagsdragers met hun gehele gevolg bleken echter te zwaar voor de vloer van de eerste verdieping, waarna deze het begaf en ze de toiletten, bedoeld voor de monniken die hier vaak kerkten, in stortten op de begane grond. Ook die vloer begaf het en de meesten kwamen terecht in de onderliggende beerput. Zestig mensen stierven, ofwel door de val en het daarbij losgekomen puin, ofwel omdat ze verdronken of stikten in de beerput, waaronder een aantal mannen van adel. De keizer, Koenraad en Lodewijk overleefden het, de eerste twee door zich vast te klampen aan de ramen, en de laatste werd uit de beerput gered. Het grensconflict werd na de gebeurtenis spoedig bijgelegd.
Erfurt heeft sinds 1392 een universiteit (met een onderbreking van 1816 tot 1994). Het was de derde universiteit in Duitsland (na Keulen en Heidelberg) en in de 15e eeuw de grootste. De universiteit bracht beroemde humanisten voort. Maarten Luther studeerde er van 1501 tot 1505.
Tijdens de Tweede Wereldoorlog werden er 27 luchtaanvallen gepleegd op de stad, waarbij ongeveer 1600 mensen omkwamen. Talrijke gebouwen werden verwoest, maar de vernieling bleef (ten opzichte van andere grootsteden) beperkt tot ongeveer 17% van de woningen. De ruïne van de op 26 november 1944 verwoeste Barfüßerkirche staat er nog steeds.
Op 26 april 2002 schoot een voormalig student in het Gutenberg-gymnasium zestien mensen en zichzelf dood.

### Tweede Wereldoorlog

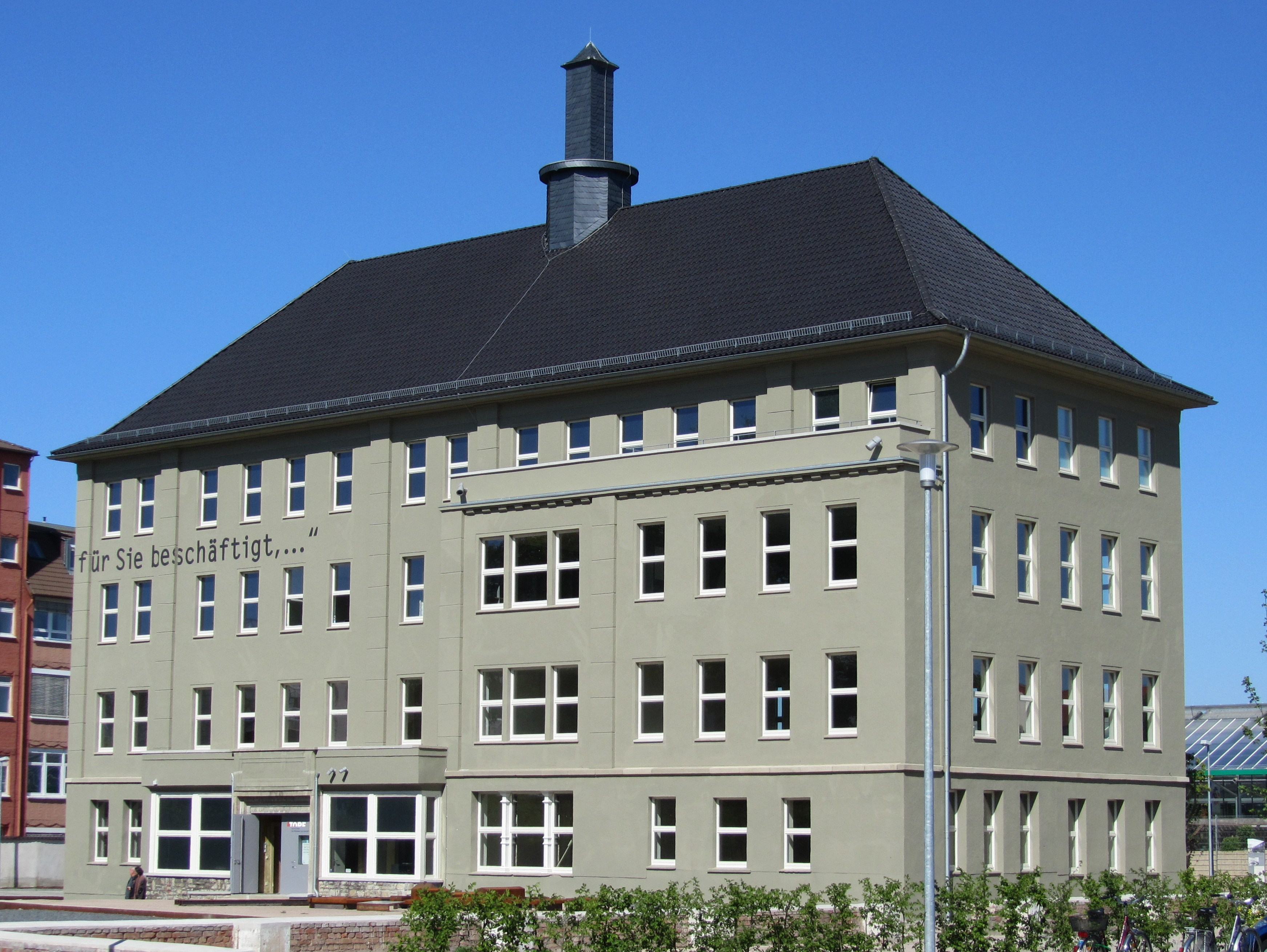
Erinnerungsort Topf und Söhne in Erfurt

Erfurt was ook de uitvalsbasis van Topf und Söhne, het bedrijf dat voor de Tweede Wereldoorlog gespecialiseerd was in stookinstallaties. Ze bouwden ook crematoriumovens. Tijdens de Tweede Wereldoorlog werden hier ook de crematoriumovens van concentratiekampen gebouwd.
Zo werden de crematoriumovens gebouwd voor de kampen Auschwitz-Birkenau en voor het nabijgelegen Buchenwald.
Sedert 2011 is er in Erfurt een herdenkingsoord geopend dat de geschiedenis van de gebouwen en het bedrijf weergeeft.

## Stadsdelen
- Alach
- Altstadt
- Andreasvorstadt
- Azmannsdorf
- Berliner Platz
- Bindersleben
- Bischleben-Stedten
- Brühlervorstadt
- Büßleben
- Daberstedt
- Dittelstedt
- Egstedt
- Ermstedt
- Frienstedt
- Gispersleben
- Gottstedt
- Erfurt-Herrenberg
- Hochheim
- Hochstedt
- Hohenwinden
- Ilversgehofen
- Johannesplatz
- Johannesvorstadt
- Kerspleben
- Krämpfervorstadt
- Kühnhausen
- Linderbach
- Löbervorstadt
- Marbach
- Melchendorf
- Mittelhausen
- Möbisburg-Rhoda
- Molsdorf
- Moskauer Platz
- Niedernissa
- Rieth
- Rohda (Haarberg)
- Roter Berg
- Salomonsborn
- Schaderode
- Schmira
- Schwerborn
- Stotternheim
- Sulzer Siedlung
- Tiefthal
- Töttelstädt
- Töttleben
- Urbich
- Vieselbach
- Wallichen
- Waltersleben
- Wiesenhügel
- Windischholzhausen

## Demografie
| Peildatum             | 31.12.2009 | 31.12.2010 | 31.12.2011 | 31.12.2012 | 31.12.2013 | 31.12.2014 | 31.12.2015 | 31.12.2016 | 31.12.2017 | 31.12.2018 |            |
| --------------------- | ---------- | ---------- | ---------- | ---------- | ---------- | ---------- | ---------- | ---------- | ---------- | ---------- | ---------- |
| Inwoners              | 203.830    | 204.994    | 201.952    | 203.485    | 204.880    | 206.219    | 210.118    | 211.113    | 212.988    | 213.699    |            |
| Buitenlanders         | 6.807      | 7.062      | 6.185      | 7.157      | 7.711      | 8.460      | 12.153     | 13.456     | 15.853     | 17.393     |            |
| Aandeel buitenlanders | 3,3%       | 3,4%       | 3,1%       | 3,5%       | 3,8%       | 4,1%       | 5,8%       | 6,4%       | 7,4%       | 8,1%       |            |
| Peildatum             | 31.12.1998 | 31.12.1999 | 31.12.2000 | 31.12.2001 | 31.12.2002 | 31.12.2003 | 31.12.2004 | 31.12.2005 | 31.12.2006 | 31.12.2007 | 31.12.2008 |
| Inwoners              | 202.931    | 201.267    | 200.564    | 200.126    | 199.967    | 201.645    | 202.450    | 202.844    | 202.658    | 202.929    | 203.333    |
| Buitenlanders         | 4.209      | 4.382      | 4.614      | 5.009      | 5.332      | 5.767      | 6.286      | 6.471      | 6.496      | 6.727      | 6.708      |
| Aandeel buitenlanders | 2,1%       | 2,2%       | 2,3%       | 2,5%       | 2,7%       | 2,9%       | 3,1%       | 3,2%       | 3,2%       | 3,3%       | 3,3%       |

## Cultuur

### Bezienswaardigheden
- Krämerbrücke
- Dom van Erfurt
- Sint-Severuskerk

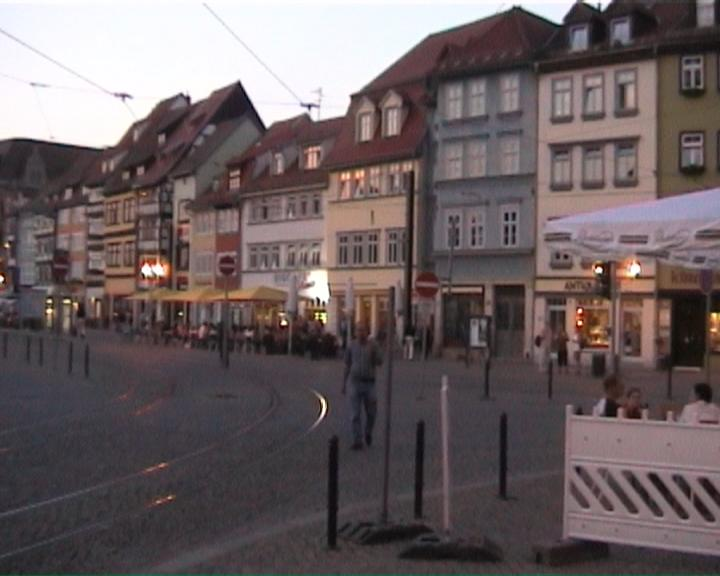
De binnenstad 's avonds

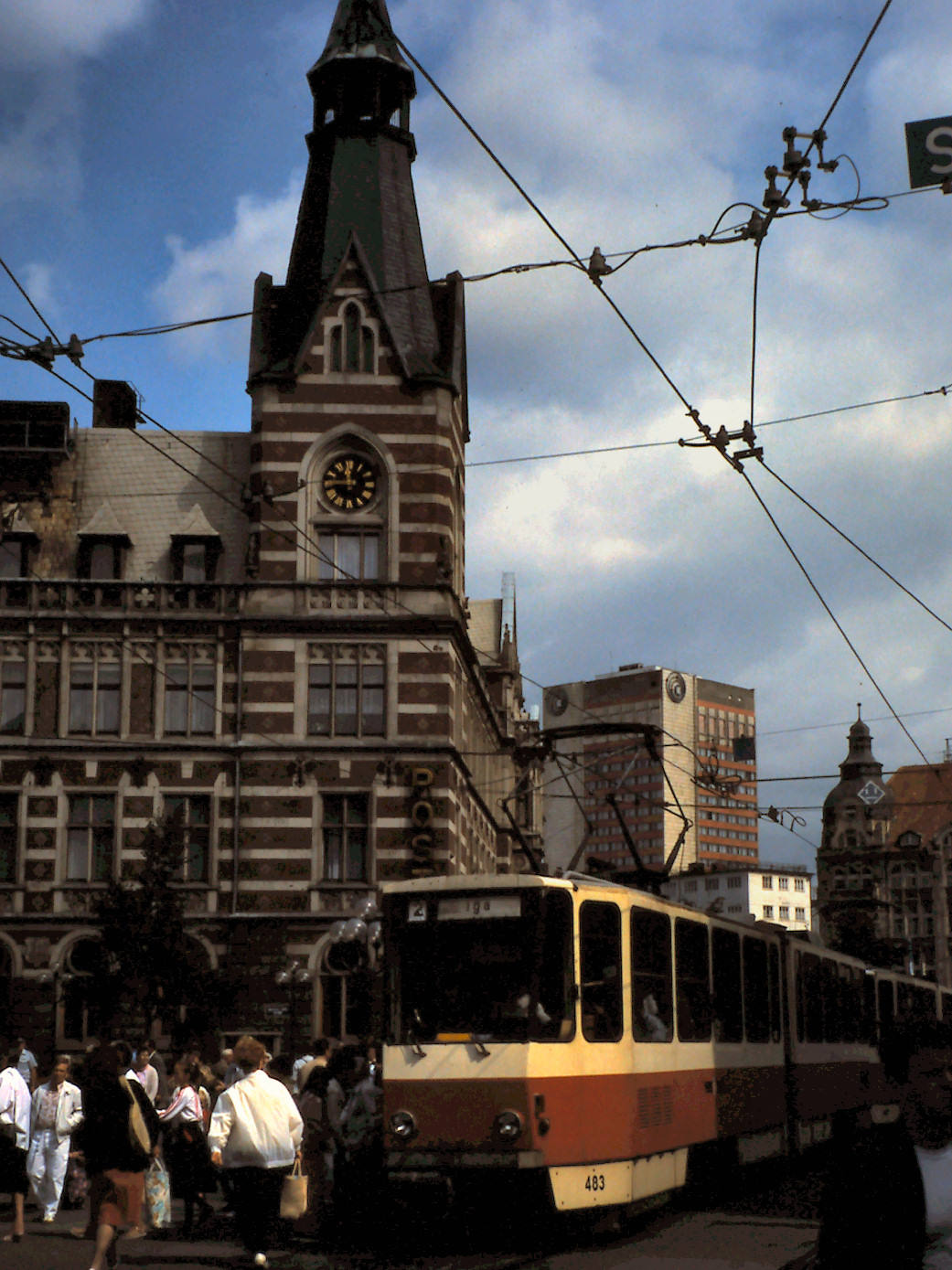
Anger (1988)

- Unesco-Werelderfgoed Joods-middeleeuws erfgoed van Erfurt: Oude Synagoge
- Petersbergcitadel

### Sport
Erfurt heeft een historie in het Duitse schaatsen. Onder meer Franziska Schenk en Daniela Anschütz zijn er geboren en Gunda Niemann groeide er op. De schaatshal Gunda Niemann-Stirnemann Halle is vernoemd naar Duitslands beste schaatsster. In 2002 is het EK schaatsen georganiseerd.
Voor de Tweede Wereldoorlog was SC Erfurt 1895 de toonaangevende club van de stad. Na de oorlog werd Turbine Erfurt twee keer landskampioen van Oost-Duitsland, uit deze club ontstond in 1966 FC Rot-Weiß Erfurt, dat sindsdien de nummer één is van de stad. Sinds de Duitse hereniging speelt de club in lagere reeksen en heeft het net als andere Oost-Duitse clubs moeite om het niveau van de West-Duitse clubs te volgen.

## Bekende inwoners van Erfurt

### Geboren
- Johann Ambrosius Bach (1645-1695), componist en violist uit de Bachfamilie (vader van Johann Sebastian Bach)
- Johann Hieronymus Schröter (1745-1816), astronoom
- Maria Goswina von Berlepsch (1845-1916), Zwitsers-Oostenrijkse schrijfster
- Max Weber (1864-1920), econoom, geschiedkundige, rechtsgeleerde en socioloog
- Ralf Schulenberg (1949), voetballer
- Sabine Busch (1962), atlete
- Sabine Völker (1973), langebaanschaatsster
- Katrin Apel (1973), biatlete
- Franziska Schenk (1974), televisiepresentatrice en langebaanschaatsster
- Daniela Anschütz (1974), langebaanschaatsster
- René Taubenrauch (1974), langebaanschaatser
- Yvonne Catterfeld (1979), zangeres
- Jörg Dallmann (1979), langebaanschaatser
- Clemens Fritz (1980), voetballer
- Judith Hesse (1982), langebaanschaatsster
- Patrick Gretsch (1987), wielrenner
- Isabell Ost (1988), langebaanschaatsster
- Victoria Stirnemann (2002), langebaanschaatsster
- Sophie Warmuth (2002), langebaanschaatsster

## Galerij

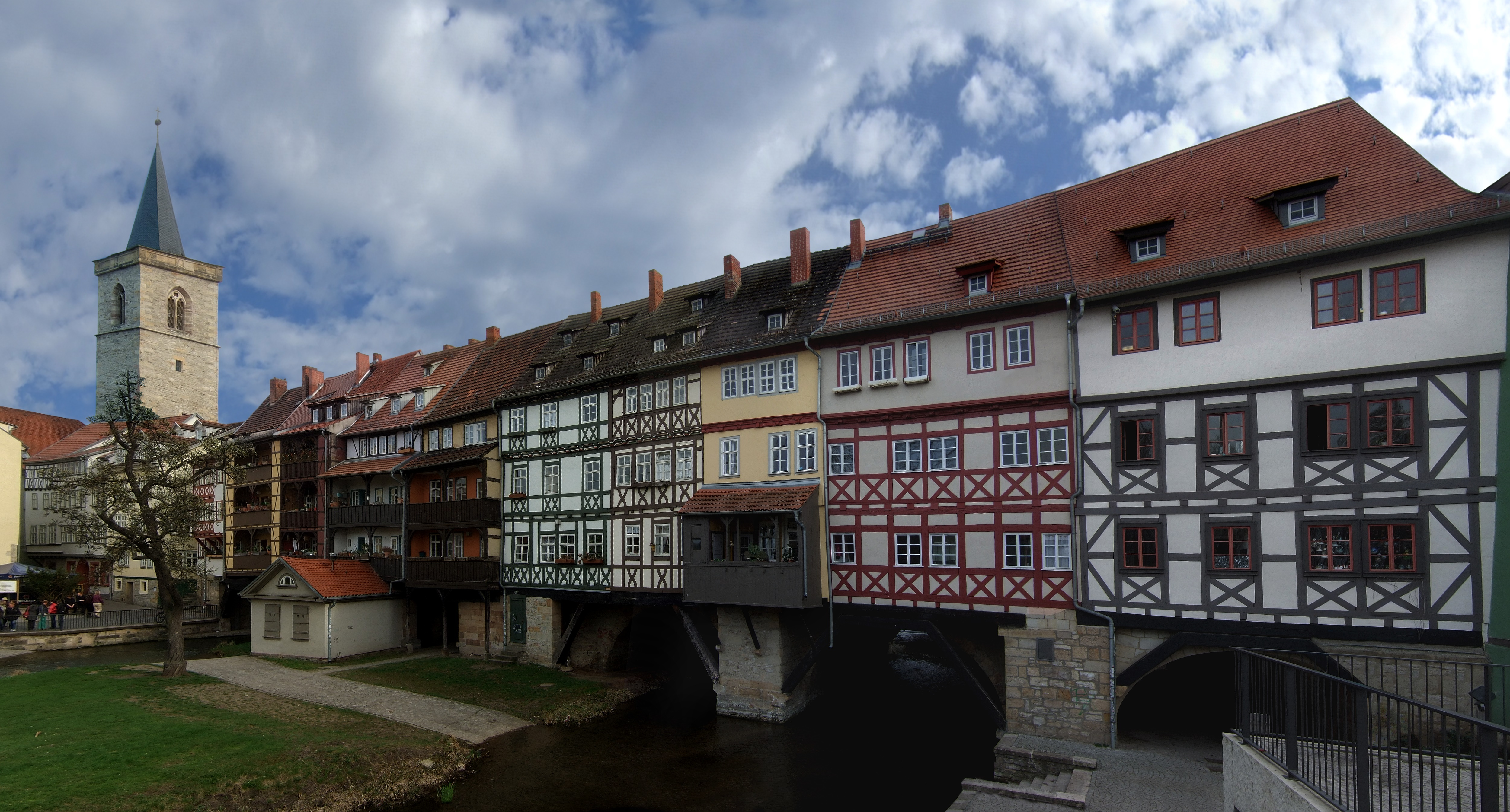
De historische Krämerbrücke te Erfurt